# Кружилин, Георгий Никитич
Гео́ргий Ники́тич Кружи́лин (6 июня 1911, хутор Кружилин станицы Вёшенской Области Войска Донского, Российская империя — 25 мая 2005, Москва, Россия) — советский и российский учёный, специалист в области теплоэнергетики, тепловой и ядерной энергетики, доктор технических наук, профессор, член-корреспондент РАН.

## Биография
Родился в хуторе Кружилине станицы Вёшенской Области Войска Донского в семье хуторского атамана. Учился в Вёшенской гимназии, после поступил в Ленинградский политехнический институт (обучался у академика М. В. Кирпичёва, профессора Л. Г. Лойцянского и других), который окончил в 1934 году. Ещё на последнем курсе, в 1933 году, устраивается на работу в Центральный котло-турбинный институт, где занимается исследованием и отладкой работы энергетического оборудования на ряде электростанций, а во время Великой Отечественной войны переходит в уральское отделение — работает на Средне-Уральской ГРЭС и Красногорской ТЭС.
С марта 1946 года переходит в Институт атомной энергетики под руководство академика И. В. Курчатова, где занимается разработкой первой АЭС. С 1952 по 1955 год — главный инженер объекта с ядерным реактором для физико-технических исследований. 23 октября 1953 года он избран членом-корреспондентом АН СССР.
С 1956 по 1992 годы работает заведующим лабораторией, директором ЭНИНа им. Г. М. Кржижановского. С 1992 года работал научным сотрудником Института проблем безопасного развития атомной энергетики РАН.
Умер 25 мая 2005 года в Москве, похоронен на Троекуровском кладбище.

## Награды
- 2 ордена Ленина (27.03.1954; 21.07.1981)
- 3 ордена Трудового Красного Знамени[3].

## Научная деятельность

### Основные достижения
Г. Н. Кружилин является одним из основоположников современной теплофизики. Он провел лично или совместно с коллегами осуществил:
- Фундаментальные исследования в области теплообмена и технической гидродинамики.
- Выполнены работы по изучению теплопередачи цилиндра при поперечном обтекании потоком газа.
- В 1936 г. Г. Н. Кружилин разработал теорию теплового пограничного слоя, сразу же получившую признание в мировой науке: эта теория была позднее описана в американском курсе теплопередачи Эккерта, немецком курсе Гребера и Эрка и других изданиях.
- В работах по теплоотдаче при кипении жидкости в большом объёме (1948) было выдвинуто новое представление о том, что кризис кипения жидкости наступает вследствие отжима жидкости паром от поверхности нагрева, из-за чего охлаждение поверхности нагрева ухудшается.
- Решил задачу о конденсации пара в трубе, поставил многочисленные опыты по данному вопросу при различных давлениях конденсирующегося водяного пара.
- В 1945 году разработал теорию сепарации влаги и пара в паровых котлах. С помощью метода размерностей был проведен расчёт уноса влаги паром при прохождении через слой воды, то есть при барботаже.
- В лаборатории Г. Н. Кружилина были проведены работы по внедрению в практику нейтрально-кислородного водного режима (НКВР) в циркуляционном контуре котла, от этого внедрения был получен высокий экономический эффект.
- Написал работы по экологически чистой парогазовой установке (ПГУ) с кислородной газификацией угольной пыли. Эти установки признаны и используются такими крупными фирмами, как «Дженерал Электрик» в США, «Шелл» и «Сименс» в Европе.
- Вывел формулу для плотности теплового потока методом теории размерностей. Тем самым указан корректный вывод этой формулы и подведена черта под существующими в литературе неточностями.
- Под руководством Г. Н. Кружилина подготовлено двенадцать кандидатов наук, а при его научном консультировании защищено пять докторских диссертаций.

### Некоторые научные труды и сочинения
Первая работа была опубликована ещё в 1935 г. Всего Г. Н. Кружилин автор более шестидесяти публикаций, в том числе двух монографий. Некоторые работы:
- «Теплофизика в тепловой и ядерной энергетике», 1998 (сборник работ, опубликованных в разные годы)[3].
- «Критическая тепловая нагрузка при кипении жидкости в большом объёме», «Журнал технической физики», 2000 г.[3]
- Новый метод определения поля коэффициента теплоотдачи на поверхности тела, омываемого потоком жидкости", «Журнал технической физики», 1935, т. 5, вып. 3 (совм. с В. А. Швабом);
- Исследование α-поля на поверхности круглого цилиндра, омываемого поперечным потоком воздуха, там же, 1935, т. 5, вып. 4 (совм. с В. А. Швабом);
- Исследование теплового пограничного слоя, там же, 1936. т. 6, вып. 3;
- Теория теплоотдачи круглого цилиндра в поперечном потоке жидкости, там же, 1936, т. 6, вып. 5;
- Уточнение Нуссельтовской теории теплообмена при конденсации, «Журнал технической физики», 1937, т. 7, вып. 20—21;
- Теплоотдача от поверхности нагрева к кипящей однокомпонентной жидкости при свободной конвекции, «Известия АН СССР. Отделение технических наук», 1948, № 7;
- Обобщение экспериментальных данных по теплоотдаче при кипении жидкостей в условиях свободной конвекции, там же, 1949, № 5;
- Теория уноса и сепарации влаги в паровых котлах, «Советское котлотурбостроение», 1945, № 1, 4;
- Реактор для физических и технических исследований, М., 1955 (Доклады, представленные СССР на Межд. Конф. по мирному исп. атом. энергии)[1][5].